# Plourin
Plourin (bret. Plourin-Gwitalmeze) ist eine französische Gemeinde mit 1263 Einwohnern (Stand 1. Januar 2022) im Département Finistère in der Region Bretagne; sie gehört zum Arrondissement Brest und zum Kanton Saint-Renan.

## Bevölkerungsentwicklung
| Jahr      | 1962 | 1968 | 1975 | 1982 | 1990 | 1999 | 2006 | 2017 |
| Einwohner | 1125 | 978  | 851  | 889  | 895  | 983  | 1208 | 1241 |

## Geschichte
Die Gemeinde gehörte ursprünglich zum Gebiet Nieder-Leon (frz. Bas-Léon, bret. Goueled-Leon) im Nordwesten der Bretagne, später zur Herrschaft von Brest und Saint-Renan. 

## Sehenswürdigkeiten
Siehe auch: Liste der Monuments historiques in Plourin
- Rathaus, ein ehemaliges Armenhaus aus dem 17./18. Jahrhundert
- Kirche Saint-Budoc aus dem Jahr 1893, gebaut von Ernest Le Guerranic
- Kapelle Saint-Roch
- Menhire von Kergadiou
- Kalvarienberg aus dem Jahr 1874

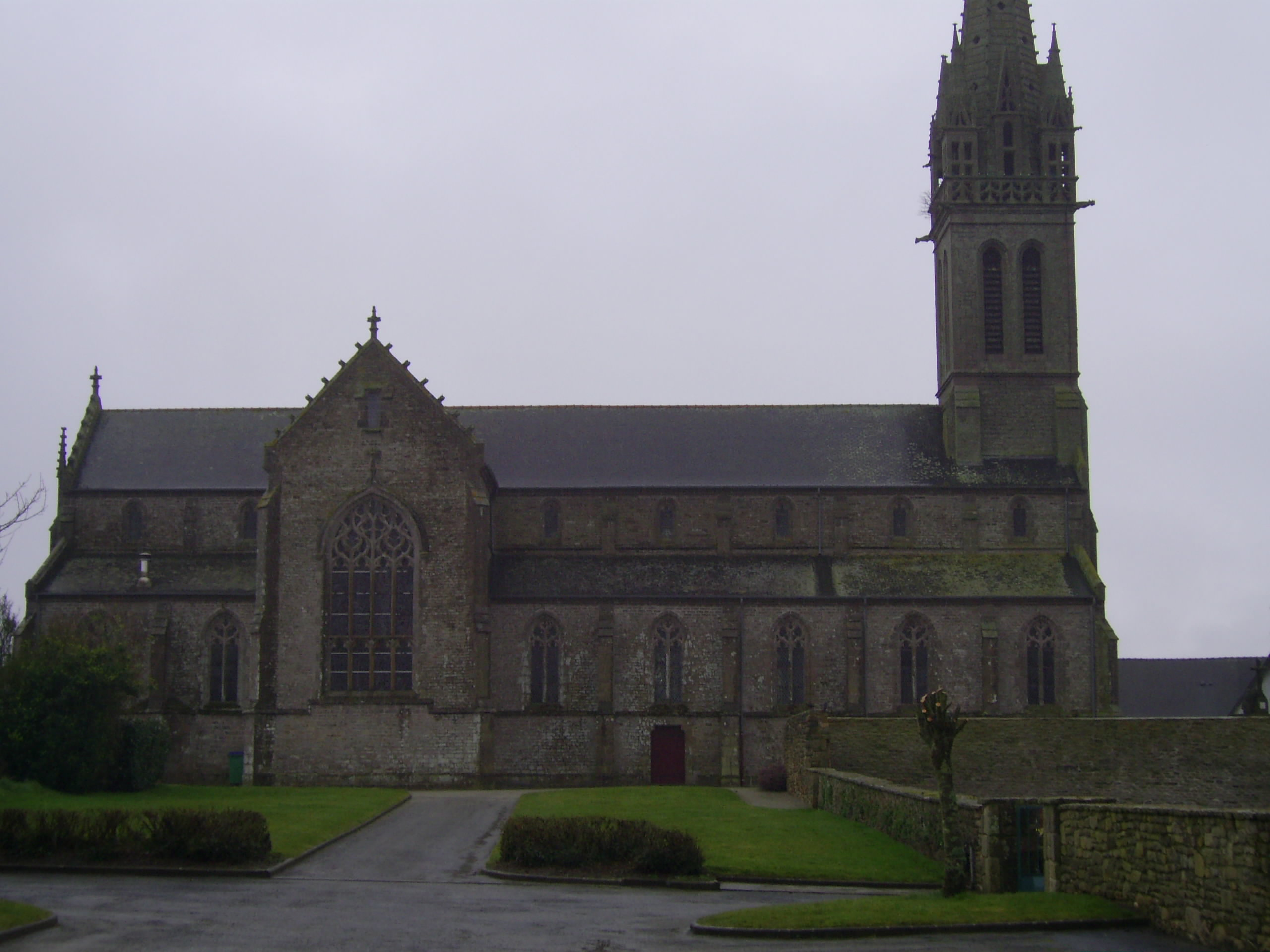
Kirche Saint-Budoc
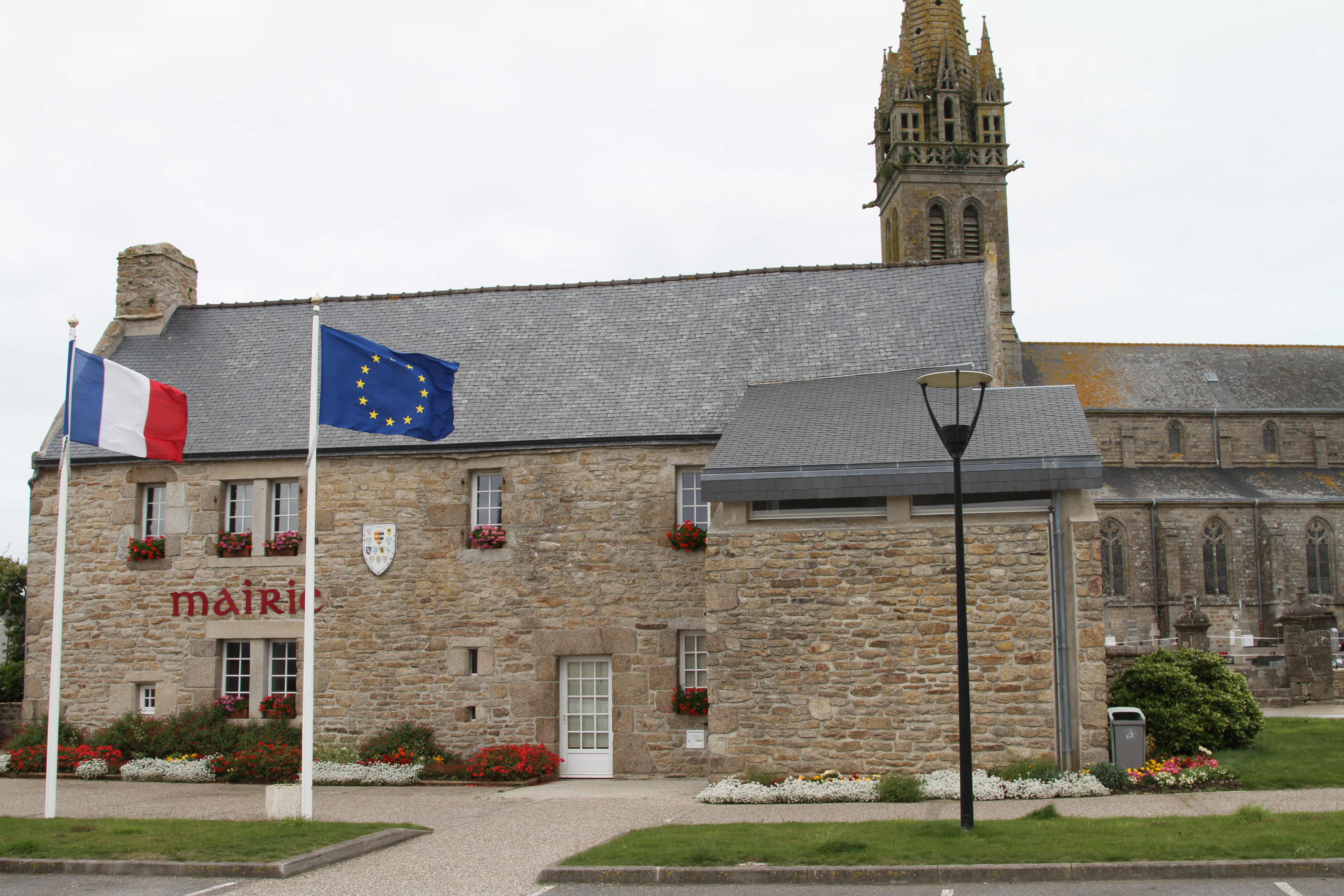
Rathaus
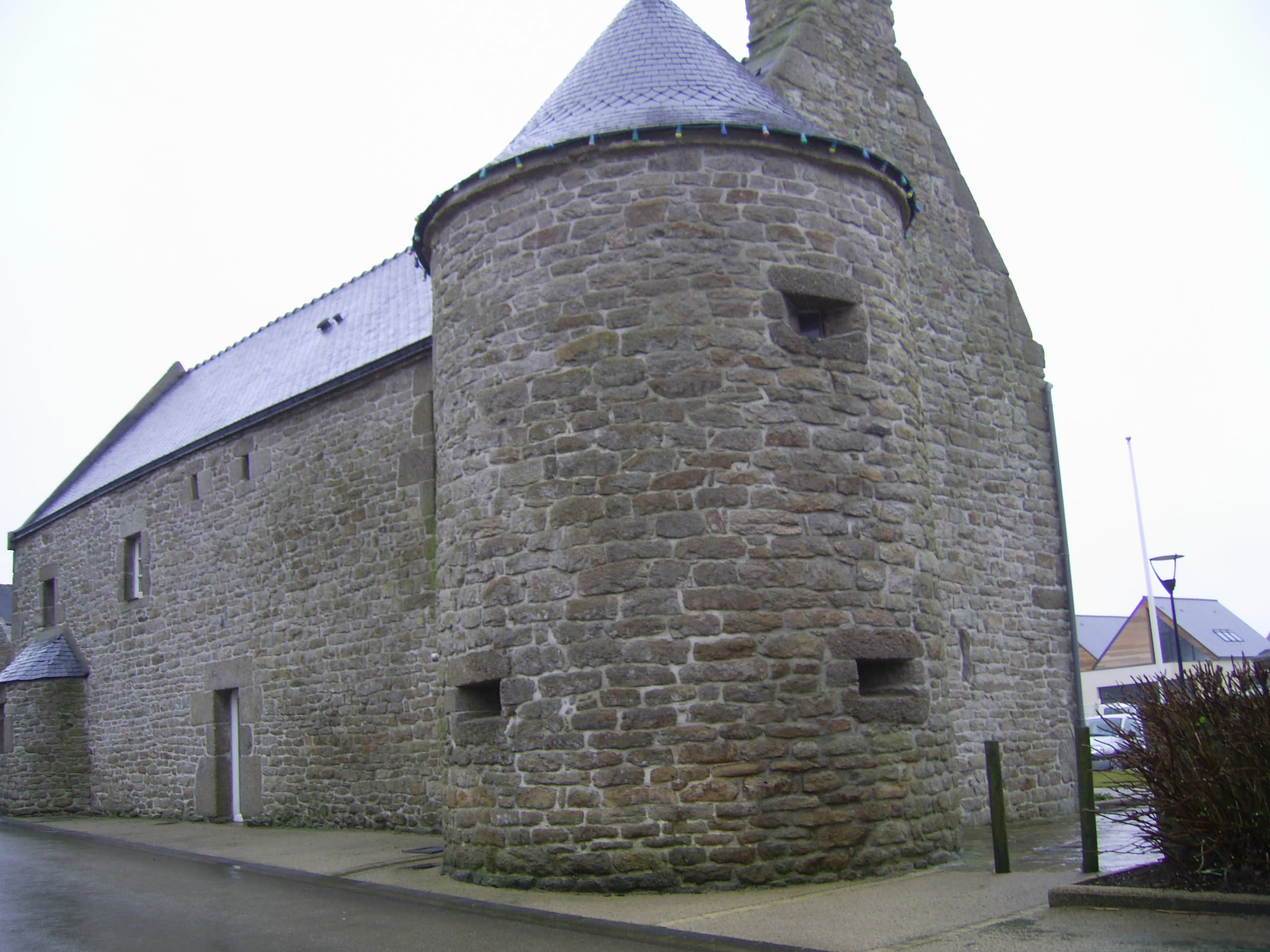
Rückseite des Rathauses
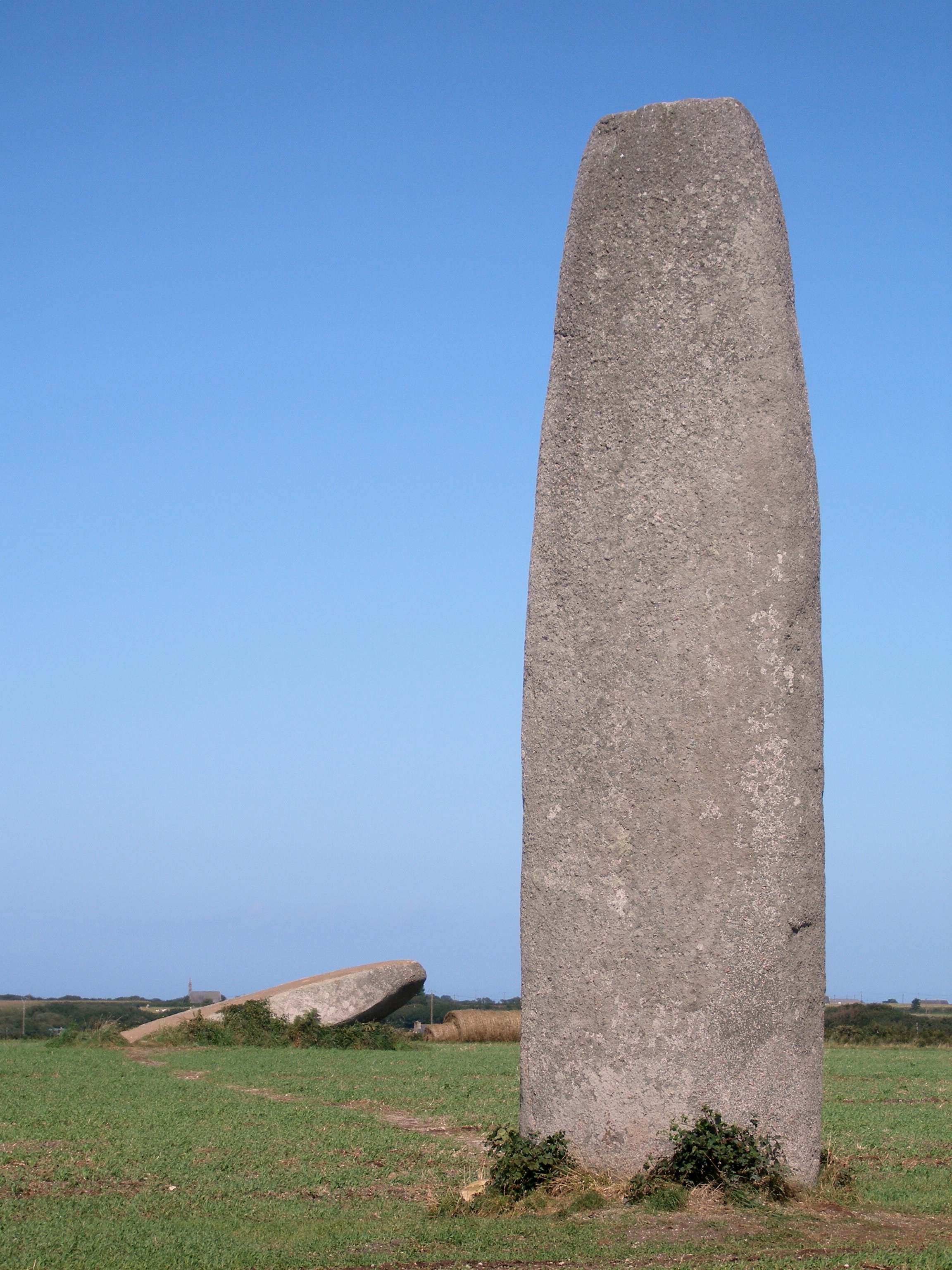
Menhir von Kergadiou